# نافر ويل (متصفح ويب)
 الحوت نافير  (هانغل: 네이버 웨일) هو متصفح ويب مجاني طورته قبل شركة نافير. متاح باللغة الإنجليزية. أصبح متوفر للاندرويد في 13 أبريل 2018.

## الميزات
المتصفح مند عام 2011 تم بناءه على أساس كروميوم، وهو متوافق مع تطبيقات جوجل كروم.

### الترجمة
يمتلك المتصفح ميزة ترجمة الصفحات من الكورية اليابانية والعديد من اللغات الأخرى من خلال خدمة الترجمة  (Naver Papago).

### متجر الحوت
ل متصفح الحوت نافير ملحقات اضافية خاصة  يمكن الوصول إليها من خلال متجر الحوات.

### أخرى
التسجيل في المتصفح يتطلب رقم الهاتف المحمول من اجل تسجيل المستخدمين 

## وصلات خارجية
- الموقع الرسمي